# Jorge Ferrer (escritor)
Jorge Ferrer Díaz (La Habana, Cuba, 1967) es un escritor, periodista y traductor literario cubano residente en Barcelona. 
Ha publicado crónicas, ensayos, entrevistas y columnas en El Mundo, Letras Libres, La Lectura, Letra Internacional, La Razón, El Estornudo, Fashion & Arts Magazine, El Nuevo Herald, World Literature Today, Ajoblanco, Cambio16, La Tempestad, Indeks Bezopasnosti, La maleta de Portbou y Caleta, entre otras revistas y diarios. 

## Biografía
Nació en La Habana y vivió en Moscú, Unión Soviética, entre 1982 y 1990. Cursó estudios de comunicación y periodismo en el Instituto Estatal de Relaciones Internacionales de Moscú (MGIMO) y en la Facultad de comunicación de la Universidad de La Habana.
Fue miembro de PAIDEIA, grupo independiente de estudios que a finales de los años 1980 intentó una renovación de la escena cultural cubana y derivó en plataforma disidente.
Desde 1994 reside en Barcelona, donde ha trabajado como editor, traductor y periodista.
En 2014, recibió el premio La literatura en España que otorga el Centro del presidente Borís Yeltsin a la mejor traducción de literatura rusa a la lengua española. En 2009 y 2012, recibió sendos accésit del mismo premio por traducciones de Mijaíl Kuráyev y Vasili Grossman e Ilyá Ehrenburg, respectivamente.
En 2014, integró la Shortlist del Premio Read Russia otorgado por el Instituto de traducción a la mejor traducción de literatura rusa a cualquier lengua.
En 2020, recibió el Premio Read Russia que otorga el Instituto de la traducción de Moscú por su traducción al español de la novela Zuleijá abre los ojos, de Guzel Yájina, para la editorial Acantilado.

## Obras
- Minimal Bildung. Veintinueve escenas para una novela sobre la inercia y el olvido (Ediciones Catalejo, 2001; edición definitiva: Bokeh, 2016)
- Días de coronavirus. Un itinerario (Editorial Hypermedia, 2020)
- Entre Rusia y Cuba. Contra la memoria y el olvido (Ladera Norte, Madrid, 2024)

### Libros como editor
- Tristán de Jesús Medina, Retrato de apóstata con fondo canónico: artículos, ensayos, un sermón (Colibrí, 2004)
- L’enriquiment de la perdua, coeditor con Àgata Sol Rueda (CEAR, 2007)
- Pablo de la Torriente Brau, Peleando con los milicianos, Verbum, Madrid, 2010
- Chacón y Calvo, José María, Diario íntimo de la revolución española, Madrid, Verbum, 2010.
- Vitali Shentalinski, La palabra arrestada, Galaxia Gutenberg, Barcelona, 2018.

### Libros como colaborador
- «No se invita particularmente» en Almanaque. Cuba y el día después, editor Iván de la Nuez (Barcelona, Mondadori, 2001)
- «Around the Sun: The Adventures of a Wayward Satellite», en Caviar with Rum. Cuba-USSR and the Post-Soviet Experience. Editors: Loss, J., Prieto, J. (Eds.) (Palgrave Macmillan US), 2012.
- «El co. que me atiende» en El compañero que me atiende, editor Enrique del Risco (Editorial Hypermedia, 2017)

## Traducciones
- Mijaíl Gorbachov, Carta a la tierra, Ediciones del bronce, 2003
- George Soros, La burbuja de la supremacía americana, Debate, 2004
- Alexander y Daniil Kotsiubinski, Rasputín: el diario secreto, Editorial Melusina, 2005
- Serguéi Lukyánenko, Guardianes de la noche, Plaza & Janés, 2007
- Iván Bunin, Días malditos, 2007, Editorial Acantilado
- Mijaíl Kuráyev, Ronda nocturna, 2007, Editorial Acantilado
- Serguéi Lukyánenko, Guardianes del día, Plaza & Janés, 2008
- Mijaíl Kuráyev, Petia camino al reino de los cielos, 2008, Editorial Acantilado
- Ilyá Ehrenburg, Historia del automóvil, 2008, Editorial Melusina
- Ilyá Ehrenburg, La fábrica de sueños, 2008, Editorial Melusina
- Serguei Lukyanenko, Guardianes del crepúsculo, Plaza & Janés, 2009
- Iulia Latinina, El caos del Cáucaso, Los libros del lince, 2009
- Vasili Leskov, Una familia venida a menos: crónica familiar de los príncipes Protozánov, El Aleph editores, 2010
- Vasili Grossman, Ilyá Ehrenburg, El libro negro, Galaxia Gutenberg, 2011
- Alexander Herzen, El pasado y las ideas, El Aleph editores, 2013
- Svetlana Aleksiévich, El fin del «Homo sovieticus», Editorial Acantilado, 2015
- Vasili Rózanov, El apocalipsis de nuestro tiempo, Editorial Acantilado, 2017
- Ígor Ryzov, Manual de negociación del Kremlin, Temas de Hoy, 2019
- Guzel Yájina, Zuleijá abre los ojos, Acantilado, 2019
- Un ruso blanco en la División azul, Xosé M. Núñez Seixas y Oleg Beyda, editores, con traducción de las memorias de Vladímir Kovalevski por Jorge Ferrer, Galaxia Gutenberg, Barcelona, 2019
- Vasili Grossman, Stalingrado, Galaxia Gutenberg, 2020 (en colaboración)
- María Stepanova, En memoria de la memoria, Acantilado, 2022
- Yuri Felshtinsky y Michael Stanchev, Ucrania. La primera batalla de la tercera guerra mundial, Deusto, 2022
- Yuri Felshtinsky y Vladimir Popov, Del terror rojo al Estado mafioso, Deusto, 2022
- Vasili Rózanov, Motivos orientales, Casa Vacía, 2023
- Guzel Yájina, Un tren a Samarcanda, Acantilado, 2024

## Se ha dicho

#### DeMinimal Bildung
«En su novela Minimal bildung (2001), Jorge Ferrer llegó, por una vía muy distinta, a un (…) ejercicio de extrañamiento. Remontando la línea de la novela cubana erudita, multirreferencial, a lo Lezama o a lo Sarduy, Ferrer desembocó en una radical ficción del exilio». -Rafael Rojas en Revista Encuentro
«¿Trata sobre el miedo de saber que alguien fue asesinado por razones literario-políticas? ¿La literatura es siempre política? ¿Habla del exilio como miedo? ¿Del miedo sin más? Si Minimal Bildung resulta difícil de definir, tampoco es fácil de leer, a pesar de su prosa colorista, precisa, irónica, socarrona, cabrera-infantesca (¿se dirá así?): quizá lo más llamativo del libro». -Verónica Nieto en Rumiar la biblioteca
De Entre Rusia y Cuba. Contra la memoria y el olvido
Ignacio Vidal-Folch (The Objective; 06/06/2024): «El libro de Ferrer, una crónica familiar descabalada, una memoria moscovita, y una madeja intrincada de referencias culturales, no tiene desperdicio, pero no se acaba de leer nunca»
Karina Sainz (ABC; 13/04/2024): «Escrito con una prosa aguda y desgarrada, Entre Rusia y Cuba relata la vida de una familia de tres generaciones (…) En sus páginas se despliegan las relaciones entre el poder y el desarraigo; el mito de la revolución y su inestable carga de esperanza y destrucción. Procura un acercamiento al alma rusa y una irónica meditación sobre Cuba, también sobre los fantasmas del pasado y los expulsados de la historia».
Maite Rico (El Mundo; 18/06/2024): "Entre Cuba y Rusia. Contra la memoria y el olvido (Ladera Norte) (es) un libro vibrante sobre el exilio, la libertad, el desarraigo y el perdón."

#### DePremio de La literatura rusa en España 2014
Los mejores traductores de ruso
Premio de la literatura rusa en España

#### De la traducción deEl libro negro
La narrativa del Holocausto
Entrevista al escritor y traductor Jorge Ferrer

#### De la traducción deEl fin del homo sovieticus
La Casa de la palabra (2015-2016). Radio Euskadi.